# YP (映像ディレクター)
YP（わいぴー）は、日本の映像監督、脚本家。株式会社SATELLITE8代表。
数多くのCMやヤバイTシャツ屋さん、ずっと真夜中でいいのに。、水溜りボンド、あいみょんなどのミュージックビデオを制作する映像作家で、実写にCGやアニメーションなど様々な技術を組み合わせる映像を得意とする。短編映画を積極的に制作する映画監督でもある。
かつては「YMP」として活動していた。
YPという名前は、MIYAVIのワールドツアー「DAY2」にて、ドキュメンタリー撮影を任されていた際にMIYAVIによって名付けられた。

## 来歴
一番最初に映像制作を行ったのは中学生の時で、家にあった母のデジカメやPCを使ってB’zのパロディ動画を作り、YouTubeにアップする。ネットに公開するというよりは友人へのサプライズ的な感覚だったという。
高校生の頃YouTubeで音楽番組を制作。2回目のゲストに同級生の友人であるあいみょんが出演し、それがプロデューサーの目にとまり、あいみょんのデビューのきっかけを作る。
大学在学中20歳の時、森永乳業リプトンTVCM「夢を追いかける人編」を制作し最年少CMディレクターとなる。
大学を中退し上京。MIYAVIのワールドツアーに同行しドキュメンタリー撮影を行う。2018年には、MIYAVI、KREVA、三浦大知のコラボMVを制作。元々は「YMP」という名前で活動していたが、MIYAVIが命名したYPへ改名する。
YURUPPE inc.を設立。2020年2月に企画・監督を行った短編映画『純猥談「触れた、だけだった。」』は1500万回再生をしている。その後も純猥談の短編映画の企画・監督を行い大ヒットさせている。
2020年、水溜りボンドの「ハッピー毎日投稿終了前ソング」を監督する。

2022年に企画・監督した「【最高傑作】すごい動画作ってみた。YouTube Rewind in JAPAN 2021」がスカイピースのチャンネルで公開された。
会社名を株式会社SATELLITE8に変更する。
2024年、企画・監督・脚本を行った短編映画「呪縛少女バギラちゃん」がYoutubeで公開され、100万回再生を突破する。

2025年、放送作家の鈴木おさむが「ものすごい才能が光ってる子がいる」と香取慎吾にYP自ら手掛けるYouTubeドラマ「呪縛少女バギラちゃん」を見せたことにより、作品を気に入った香取のチームがYPのセンスを信頼し、新曲だった「Circus Funk」のMV制作を依頼し制作に至った。

## 人物
中学生時代、B’zのパロディMVを制作しYouTubeに投稿したことが映像制作の原点であり、友人を稲葉浩志や松本孝弘に見立てた作品が次第に評価されるようになったことで、映像の魅力に引き込まれた。高校時代には、自作の音楽番組でインディーズアーティストを紹介し、その中には同郷の友人であるあいみょんも含まれていた。
この活動を通じて、映像が人の人生に影響を与える力を実感し、映像制作への情熱を深めた。19歳の時、東京でインディーズバンドを撮影中に声をかけられたことがきっかけで、リプトンのCM制作に携わることとなり、これが初の商業案件となった。その後、インフルエンサープロダクション・VAZのWEB CM「JAPANESE BUZZ」などを手がけ、映像クリエイターとしての地位を確立していった。

## 作品一覧
ミュージックビデオ
- yonige「センチメンタルシスター」
- BUMP OF CHICKEN「望遠のマーチ」
- FIVE NEW OLD「Gotta Find A Light」
- MIYAVIvsKREVAvs三浦大知「Rain Dance」
- 水溜りボンド
  - 「猿でもわかる」
  - 「オリーブの枝」
  - 「ハッピー毎日投稿終了前ソング」
- Gorilla Attack
  - 「隔世 gorilla」
  - 「Gorilla Step」
- ヤバイTシャツ屋さん
  - 「NO MONEY DANCE」
  - 「dabscription」
- 八代亜紀「舟唄」
- GReeeeN「lemonade」
- くじら「悪者」
- ずっと真夜中でいいのに。「猫リセット」
- Saucy Dog「poi」
- 香取慎吾「Circus Funk（feat. Chevon）」

短編映画

純猥談シリーズ
- 「触れた、だけだった。」(2020年)
- 「私たちの過ごした8年間は何だったんだろうね」(2020年)
- 「私もただの女の子なんだ」(2021年)
- 「いつか回り回って恋人に戻れたら幸せです」(2022年)

呪縛少女バギラちゃんシリーズ（監督・脚本）
- 「#1 | 呪縛少女バギラちゃん❣️私の好きな人が幸せなら私は幸せだもん!」(2024年)
- 「#2 | 呪縛少女バギラちゃん❣️「好きピが仕事って言ったらなんでも許すのが愛ですか？」（2025年）

Webムービー
- ヒカル「たくさんの有名YouTuberで映画の予告みたいな動画作ってみた」(2017年)
- VAZ「JAPANESE BUZZ | 侍イヤホンガンガンかまってスク水双子10回アクロバット女装筋肉角度ダンス魔貫マネキン着席ドント全然MiMiMiアイスPPAP女子高生」(2017年)
- ViVi「ViVichannel」 オープニングムービー(2020年)
- スカイピース「【最高傑作】すごい動画作ってみた。YouTube Rewind in JAPAN 2021」(2021年)
- 東映アニメーション「Zombie Zoo Keepers // Animated Short Film」(2022年)

テレビCM
- 森永乳業「リプトン-夢を追いかける人編」(2013年)
- バンダイ「Tamagotchi Uni」(2023年)

WebCM
- モスバーガー「MIDNIGHT GRAND MOS BURGER」(2022年)
- ロート製薬「【MOTTO MOTTO MOTTO】by 新しい学校のリーダーズ feat.SASUKE(2023年)
- Netflix「NETFLIX×週刊少年ジャンプ 夢を観よう編」(2025年)